# Vozovna Střešovice
Vozovna Střešovice je tramvajová vozovna Dopravního podniku hl. m. Prahy, která se nachází v Praze ve východní části Střešovic, u hranice s Hradčany, u křižovatky ulic Patočkovy a Cukrovarnické. Od září 1992 neslouží běžnému provozu, deponovány a vypravovány jsou zde pouze tramvaje typu Tatra T2 a Tatra T3, které jezdí na nostalgické lince 23, a historické tramvaje linek 41 a 42. Sídlí zde Muzeum městské hromadné dopravy a středisko smluvních jízd. Vozovna Střešovice spadá pod ředitele technického úseku – Povrch.
Dne 12. prosince 1991 byla střešovická vozovna prohlášena za kulturní památku.

## Tramvajová a trolejbusová vozovna

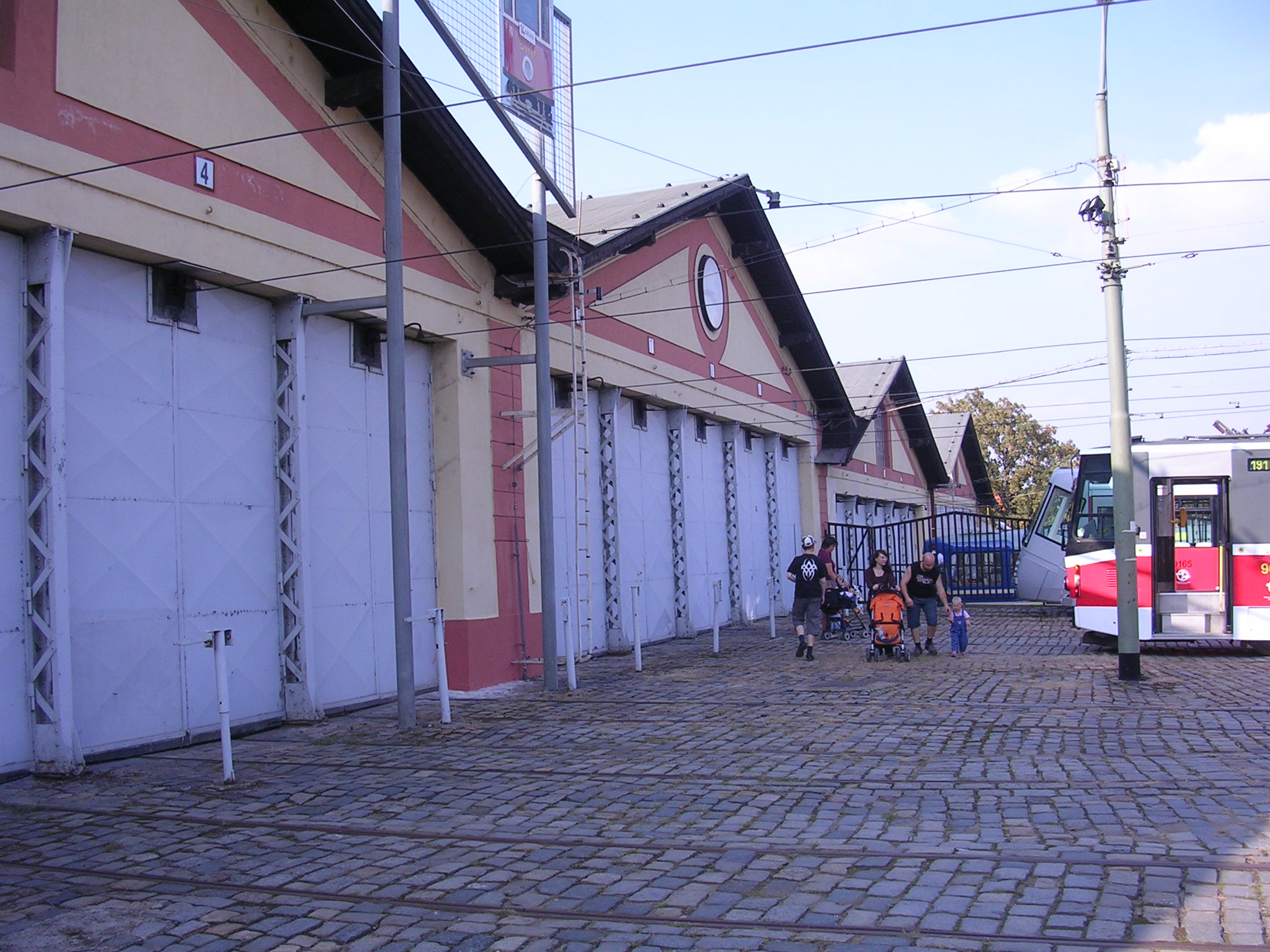
Vjezdová strana hal

Podle plánu schváleného v prosinci 1906 se při výstavbě tramvajové trati přes Letnou měla vybudovat vozovna v ulici U letenské vodárny a trať k ní měla vést z Letenského náměstí Korunovační ulicí. Stavbě vozovny však zabránil jeden z majitelů pozemků, který požadoval příliš vysokou cenu. 9. června 1907 tak byl zprovozněn jen úsek trati na Letenské náměstí, vybudovaná odbočka k vozovně zůstala slepá. Městská rada doporučila koupit nejlevnější z dalších vytipovaných pozemků poblíž uvažované trati, problémem bylo jen to, že se nacházela v zakázaném obvodu c. a k. dělostřelecké laboratoře. Projekt tramvajové vozovny ve Střešovicích schválilo ministerstvo železnic 4. července 1908, stavba byla dokončena 1. září 1909 a provoz byl zahájen 24. října 1909, kdy k ní byla prodloužena tramvajová trať od nádraží Bruska, kde končila od 21. listopadu 1908.
Vozovna Střešovice patřila do série vozoven stavěných podle jednotného vzoru: jako trojlodní, s pěti kolejemi v jedné lodi, přičemž jedna loď je od zbylých dvou oddělena zdí, zbylé dvě lodě byly od sebe odděleny řadou dřevěných sloupů a rovněž po obou stranách prostřední koleje v každé lodi byly řady dřevěných sloupů, krytina se používala eternitová. První podle tohoto vzoru byla stavěna roku 1902 vozovna Košíře, druhá v roce 1908 vozovna Strašnice (v původní podobě, jejíž hlavní část byla zbořena roku 1929) a třetí vozovna Střešovice. Částečnou podobnost vykazovala i menší vozovna Smíchov z roku 1915, která však měla ve třech lodích jen 7 kolejí.
Umožnila deponování 75 vozů (jiný zdroj uvádí 90 vozů) na patnácti kolejích ve třech lodích s dřevěnou nosnou konstrukcí. První dvě lodě jsou umístěny ve shodné výšce, třetí loď o 1,2 metru níže. 9 kolejí (č. 4–12) bylo podsklepeno pro účely údržby a za první lodí byla v celé šířce zámečnická dílna, šatny a další zázemí. Nepodsklepené koleje se používaly pro vlečné vozy. Východně od plánované čtvrté lodě byla samostatně postavena kotelna. Na základě plánu z roku 1922 vznikla roku 1923 (či mezi lety 1924 a 1925) i čtvrtá loď, již prodloužená, ve výškové úrovni třetí lodě, zděná s dřevěnou konstrukcí střechy, pro dalších 35 vozů a všemi kolejemi podsklepenými, a v prodloužení druhé a třetí lodě byla přistavěna skladiště a na podzim 1923 bylo upraveno kolejiště vozovny. Roku 1923 byla postavena hasičská zbrojnice, dnes sloužící jako restaurace. Roku 1930–1931 byly zbourány dílny a skladištní přístavby za první, druhou a třetí lodí a všechny tři starší lodě kromě prvních dvou kolejí byly prodlouženy na délku čtvrté lodě, již s ocelovou konstrukcí střechy, čímž vozovna mohla pojmout o třicet tramvají více, tedy celkem 129 vozů. Výjezdy z jednotlivých kolejí byly původně opatřeny dřevěnými skládacími vraty, ty byly postupně nahrazeny ocelovými otevíracími (na čtvrté lodi až roku 1965).

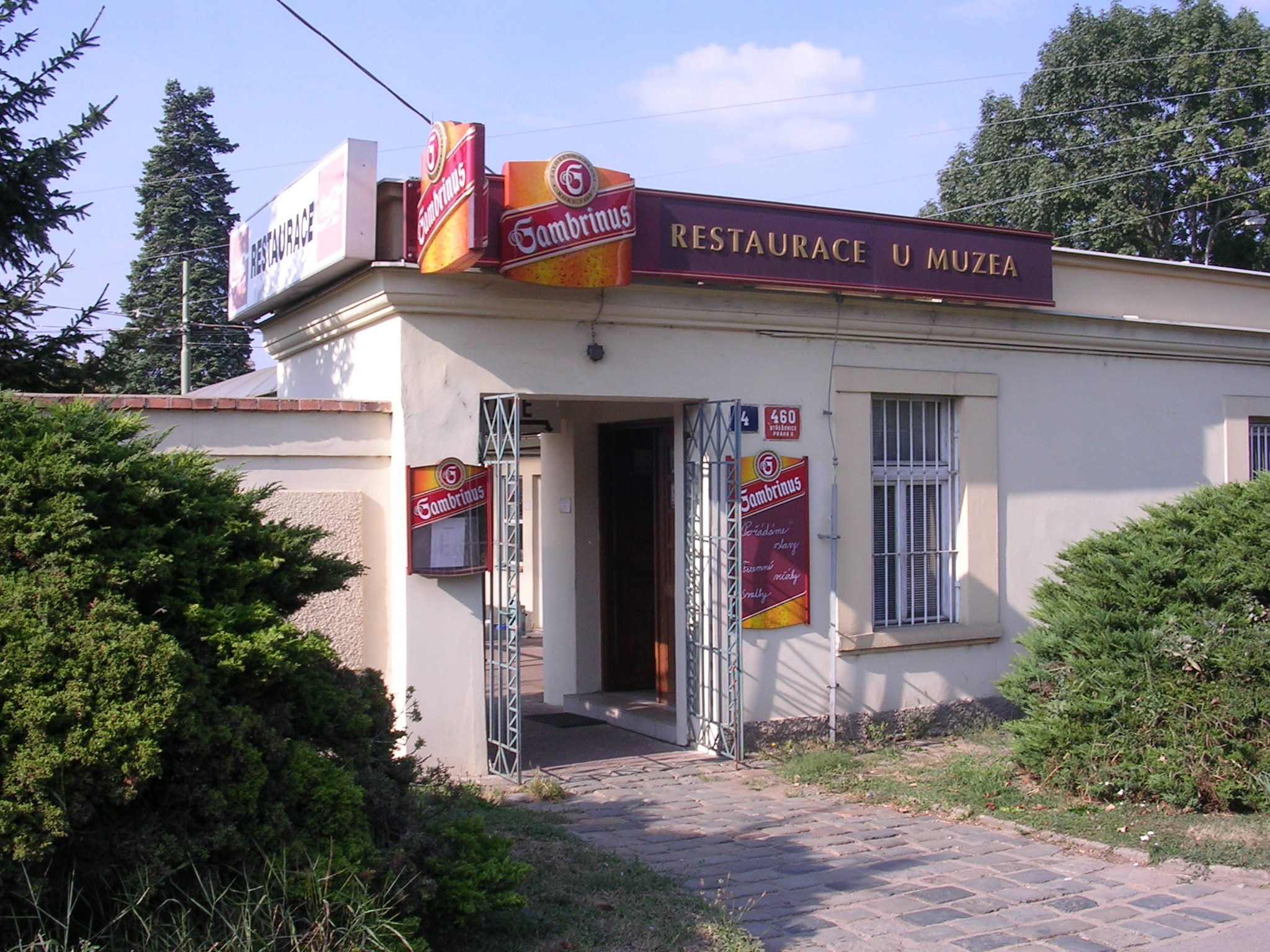
Vrátnice pro pěší

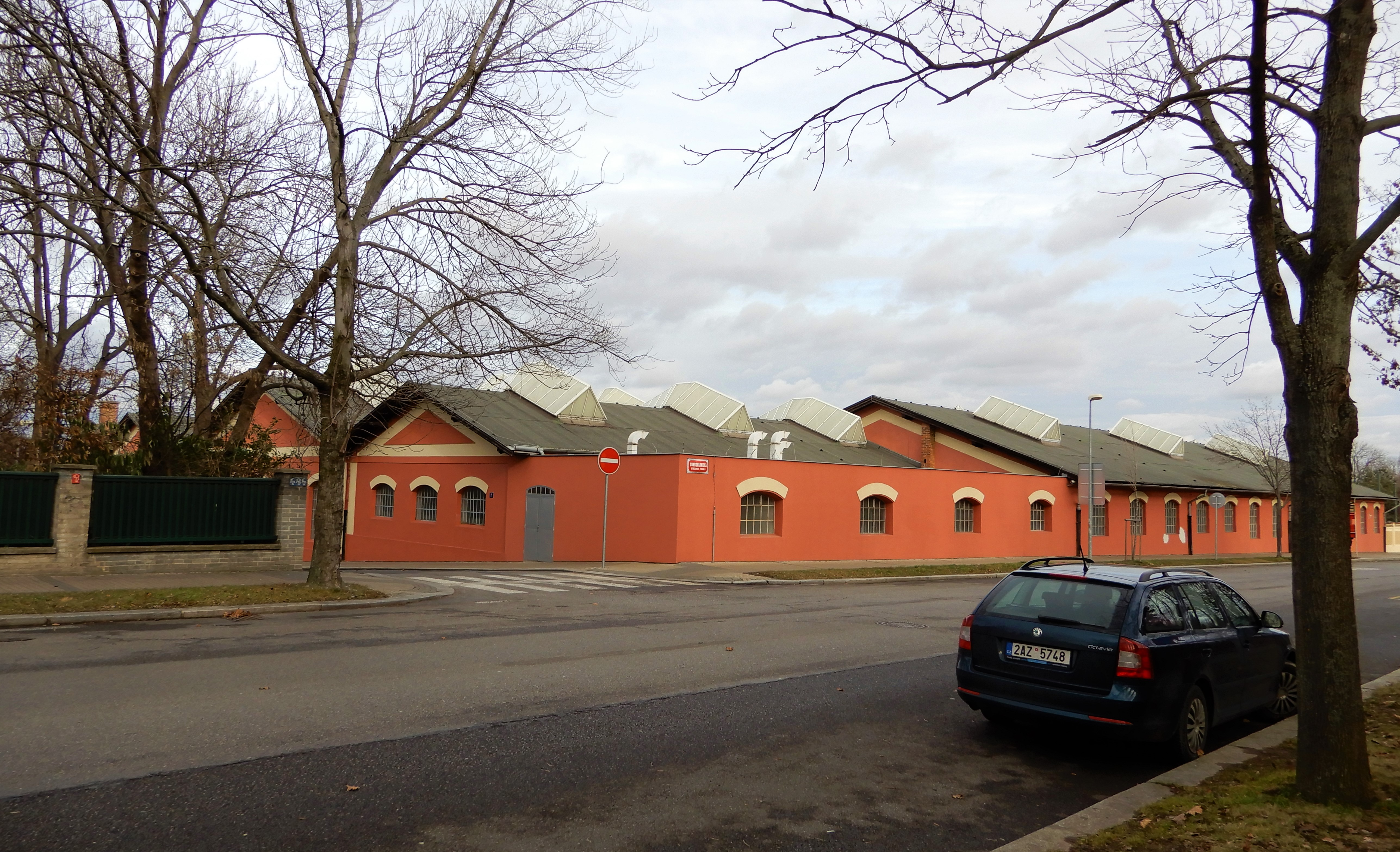
Haly od západu

Po zavedení trolejbusové dopravy byly od 28. srpna 1936 první a druhá kolej první lodě odpojeny a vyhrazeny trolejbusům, které jezdily přes Bořislavku k Matěji, zároveň byla vrata obou kolejí nahrazena jedněmi širokými. V pozdější době přibyla trolejbusová stopa i na třetí kolej. Na třetí koleji tedy mohly být deponovány tramvaje i trolejbusy. Stopa vedla jen před vrata, kde bylo nutné přeložit sběrače na sousední stopu. Bylo tak tomu až do 1. září 1959, deponovalo se tu 8 trolejbusových vozů. Poté se na druhou kolej vrátily tramvaje a první kolej zůstala trvale odpojena. Pro potřeby muzea je k dispozici trolejbusová stopa na 4. koleji, která však nevede na dvůr vozovny. Slouží pro krátké zkoušky a manipulaci s exponáty, které si na dvoře převezme tahač.
V polovině 50. let se připravovala rekonstrukce vozoven pro nové tramvaje řady T, střešovická vozovna byla jediná, se kterou se původně nepočítalo, nakonec však přece jen upravena byla (litinové nosníky kolejí ve třetí a čtvrté lodi byly do roku 1965 nahrazeny podezděním, kolejiště první a druhá lodi bylo přestavěno v letech 1966 a 1967) a roku 1965 se zde objevily první vozy Tatra T3. Koncem 70. let se uvažovalo o zrušení, odpojení a demolici vozovny, současně se rodila i myšlenka využít objekt pro umístění tramvajového muzea.
Ve východní části areálu se nachází patrová administrativní budova, která obsahovala kanceláře a tři služební byty. K severu přiléhá přízemní přístavek. Roku 1923 byla mezi hlavními vjezdy a administrativní budovou postavena hasičská zbrojnice Hasičského sboru hlavního města Prahy, k níž byl roku 1924 dostavěn zděná čekárna pro cestující, výpravna, místnost pro záložní řidiče a vrátnice vozovny. Roku 1938 byla čekárna přestavěna na požární skladiště. Využití jednotlivých částí budovy se časem měnilo, vrátnice zůstala, část objektu je nyní přestavěna na občerstvení.

## Kolejiště dvora a napojení

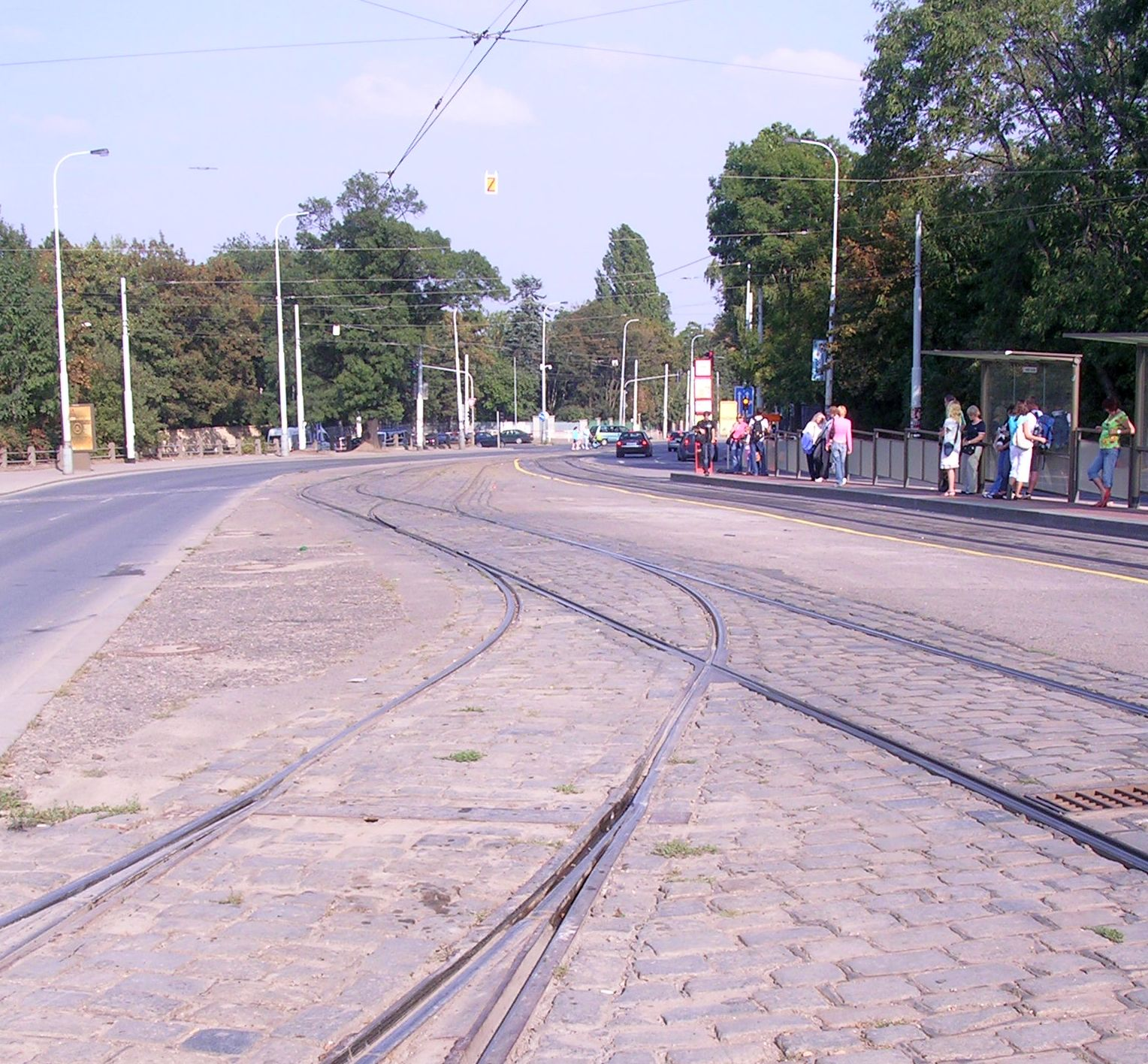
Kolejiště v Patočkově ulici před vozovnou

Původně vcházel ohradní zdí do areálu svazek kolejí do každé ze tří lodí samostatnými vraty. Ulice bývala podstatně užší než dnes a tramvajová trať byla zdvojkolejněna až roku 1920. Roku 1923 bylo kolejiště rozšířeno o 5 kolejí ke čtvrté lodi a k nové harfě byl připojen vratný kolejový trojúhelník, na podzim 1924 byl trojúhelník rozšířen na kolejovou smyčku kolem hasičské zbrojnice, která z objektu vycházela novými, čtvrtými, spodními vraty mezi hasičskou zbrojnicí a administrativní budovou. Roku 1926 byla trať od vozovny jednokolejně prodloužena dále na Malovanku, roku 1932 bylo toto prodloužení zdvojkolejněno. Roku 1936 byl nejzápadnější (nejhořejší) vjezd zrušen pro tramvaje a vyhrazen trolejbusům. Roku 1948 byla na ulici před vozovnou vybudována třetí kolej pro usnadnění manipulace.

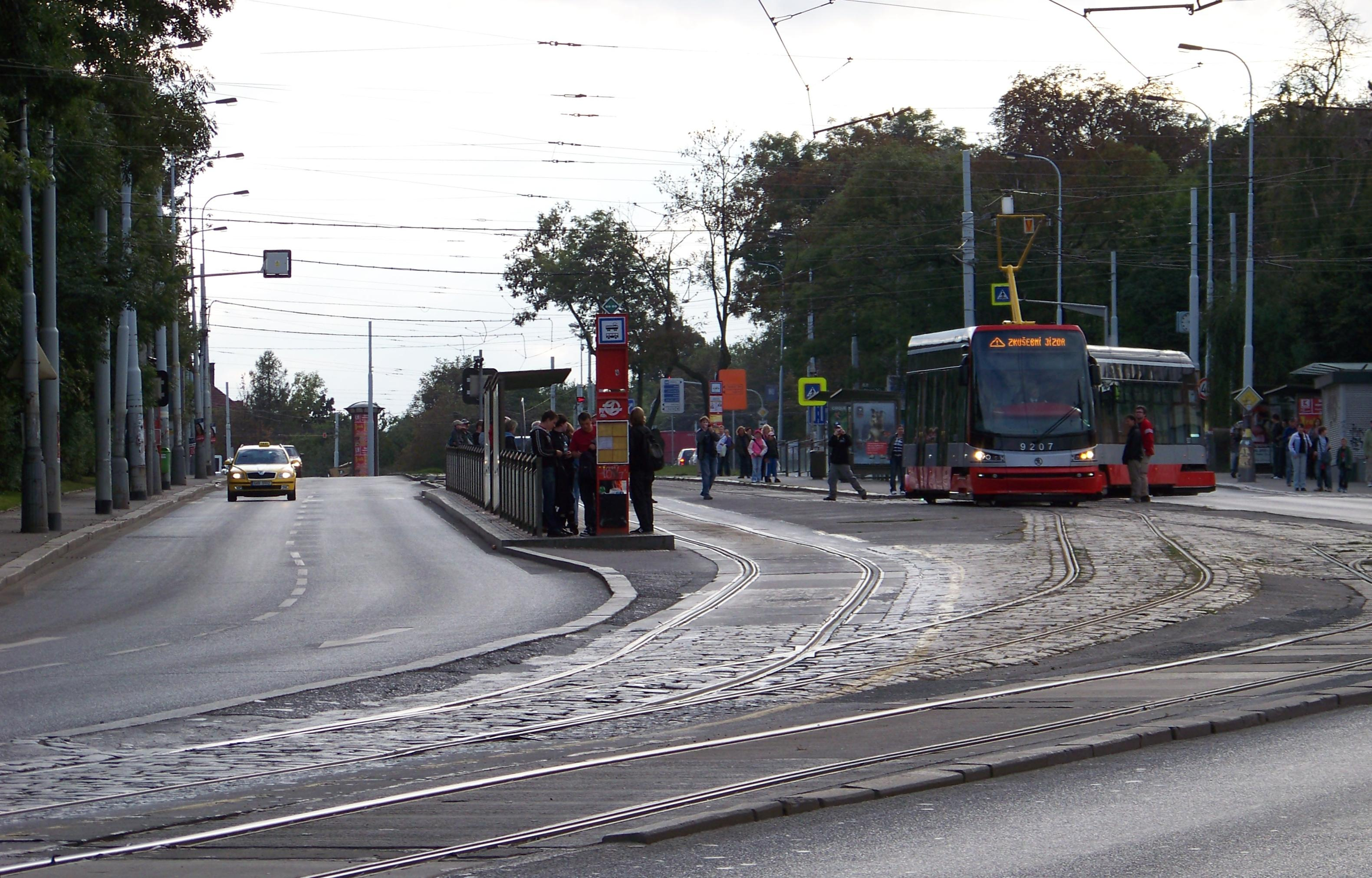
Do roku 2016 musely tramvaje při výjezdu z vozovny na Patočkovu ulici projet krátkým úsekem v protisměru.

V letech 1959–1960 byla ulice před vozovnou přestavěna na kapacitní karlovarskou výpadovku, přitom bylo kolejiště přemístěno na zvýšený tramvajový pás, zůstalo však před vozovnou tříkolejné. Roku 1961 byla manipulační kolej doplněna o kusou bezpečnostní odbočku se zajišťovací výhybkou, která by měla vykolejit případně ujetý vlečný vůz. Roku 1990 byla zajišťovací výhybka zrušena a roku 2001 byla snesena celá slepá odbočka.
Při zatahování na většinu kolejí musela tramvaj vjet do vozovny spodními vraty, vyjet z ní středními vraty na protisměrnou kolej v Patočkově ulici (z dolních do středních vrat vede vnitřkem vozovny kolem výpravní budovy kolejová smyčka) a pak couvat do středních nebo horních vrat na příslušnou kolej. Přitom zdržovala tramvajový provoz a křižovala frekventovaný jízdní pás Patočkovy ulice. Výjezd je možný pouze směrem k centru města. Kolej pro výjezd z vozovny tvoří v prostoru zastávky jakousi „druhou staniční kolej“, k traťové koleji se připojuje až za zastávkou. Na Petřiny nebo Bělohorskou se dá vyjíždět jen přes Brusnici a Pohořelec.
1. září 1992 odtud přestaly být vypravovány vozy na běžné linky, ještě několik let se zde však prováděly operativní opravy vlaků z pravidelných linek.

## Muzeum městské hromadné dopravy

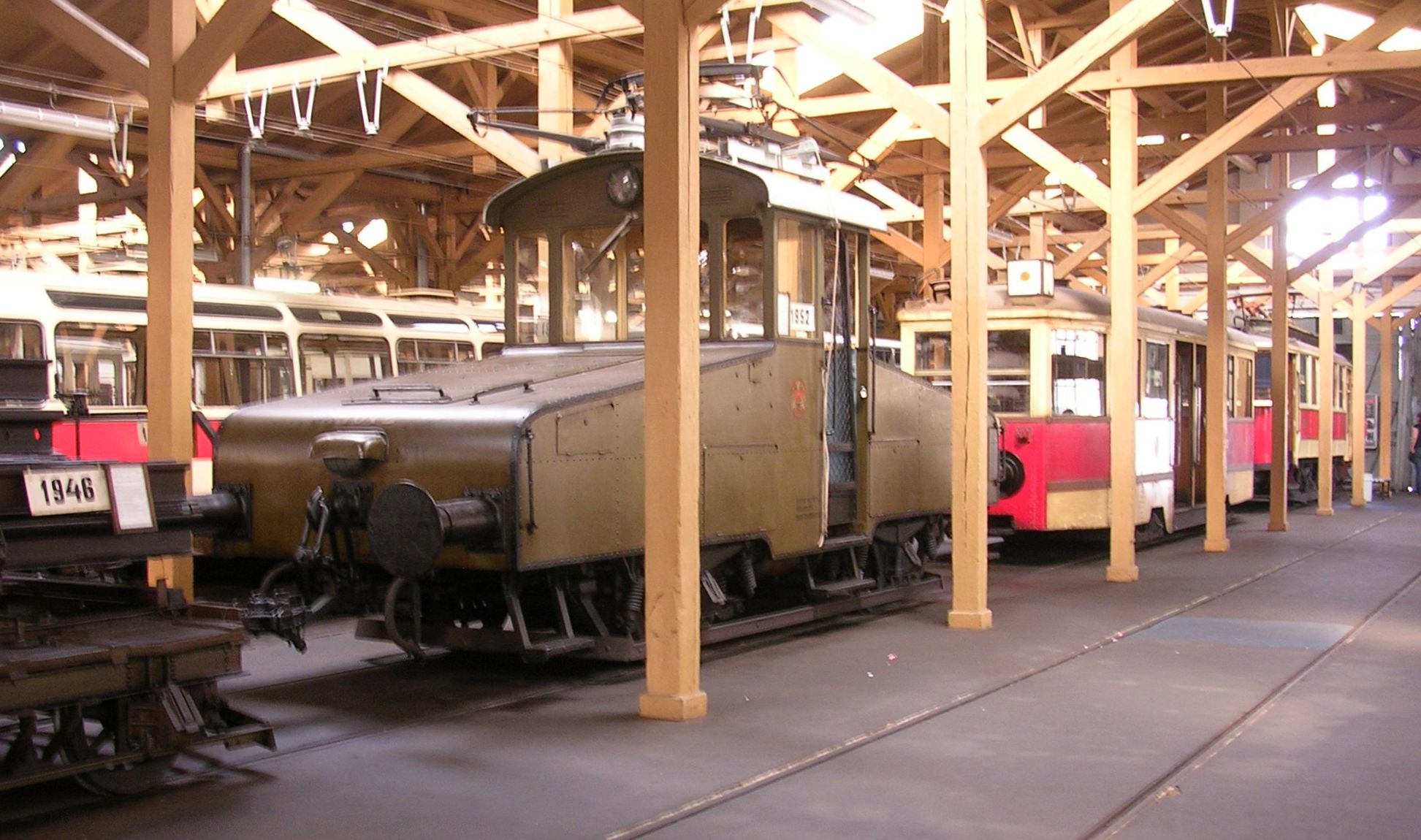
Interiér vozovny s expozicí historických vozidel

Sbírka historických vozidel MHD, zejména tramvají, byla v roce 1964 soustředěna do vozovny Pankrác, v letech 1969–1971 byla přemístěna do vozovny Vokovice, odkud vyjížděly na příležitostné akce nebo byly jednou za čas vystavovány na dvoře. V letech 1991–1992 se frekvence výstav na vokovickém dvoře výrazně zvýšila. 4. února 1992 rozhodlo vedení DP o zřízení muzea, dne 26. srpna 1992 vydalo vedení odštěpného závodu Elektrické dráhy pokyn s názvem „Změna poslání a organizační struktury dopravní provozovny Střešovice“. Od 1. září 1992 přestaly být ze Střešovické vozovny vypravovány vlaky na běžné linky, bylo zde vytvořeno Středisko smluvních jízd a postupně sem byly soustředěny sbírky z Vokovic a první dvě lodě byly přizpůsobeny pro muzejní účely, ve třetí lodi byla 15. kolej podbetonována, aby unesla vůz metra. 14. května 1993 bylo v prvních dvou lodích slavnostně otevřeno Muzeum MHD.
Muzeum je přístupné pouze o sobotách a nedělích v letní sezoně (cca duben až listopad), výjimečně či na vyžádání i jindy. Volně přístupný je dvůr vozovny a občerstvení, které se nachází v objektu bývalé výpravny u vrátnice. V kolejovém oblouku u horních vrat vozovny je na dvoře vyznačena výstupní i nástupní zastávka historické tramvajové linky č. 41, která jezdí pouze o sobotách a nedělích v letní sezóně. Při dnech otevřených dveří a jiných příležitostech bývá vstup do muzea zdarma a na dvoře vozovny bývá expozice moderních vozidel nebo i vybraných historických exponátů, které nejsou součástí stálé expozice.
Výstavní prostory s placením vstupného se nacházejí na 10 kolejích v západních dvou lodích vozovny, vstup je vraty nejzápadnější koleje a pokladna je umístěna hned za vraty. Třetí loď, s 5 kolejemi, slouží jako zázemí muzea a depozitář pro exponáty, které jsou rozpracované nebo se do expozice nevešly, jsou zde i dva vagony metra typu Ečs a 81-71 na samostatné podbetonované koleji. Ve čtvrté, veřejnosti rovněž nepřístupné lodi se nacházejí vozidla, která jsou používána pro smluvní jízdy, pro provoz historických tramvajových linek č. 41 a 42 a pro provoz větší části pořadí (kurzů) nostalgické linky č. 23 (zbývající pořadí vypravuje vozovna Žižkov), a provádí se zde i jejich servis.